# Sundance Filmfesztivál
A Sundance Filmfesztivál az USA legnagyobb független filmfesztiválja, de nemzetközi szinten is a világ legjelentősebb független filmfesztiválnak tartják számon. Minden évben a Utah állambeli Salt Lake City-ben (Park City) tartják meg. A fesztiválra új filmjeikkel amerikai és nemzetközi filmes szakemberek látogatnak el. A fesztivál hivatalos programjában amerikai drámák és nemzetközi produkciók és dokumentumfilmek kerülnek nevezésre, valamint versenyen kívüli szekciókban is alkalom nyílik a bemutatkozásra, és egyéb programok várják az odalátogatókat. Rendszeresen vitatott probléma, hogy a fesztivál a szponzorok bemutatójává vált, ami erős reklámízt kölcsönöz a hangulatnak.
Az igényes zsűri válogatásába csak művészi értékkel bíró alkotások kerülhetnek be. Fontosabb feladatnak tekintik, hogy új tehetségeket adjanak a világnak, mintsem hogy az ismert filmeseket még nagyobb sikerre segítsék. Ők fedezték fel Steven Soderberghet, Quentin Tarantinót, Robert Rodríguezt és Guy Ritchie-t. A Sundance fesztiválozói még a Szex, hazugság, videó; a Kutyaszorítóban; az El Mariachi – A zenész és A ravasz, az agy és két füstölgő puskacső képei által emlékszik rájuk. Az új évezred elején olyan filmek szerepeltek, mint a Memento, a Blair Witch Project, a Donnie Darko, a Pi és A titkárnő.

## Történelme
A fesztivált Robert Redford alapította 1981-ben. A Utah állambeli Park Cityben az 1960-as években Redford alapította Sundance elnevezéssel azt a nemzeti parkot, melyen 1981-ben hasonló néven alapítványt jegyeztetett be, intézetet építtetett, aminek keretében elindult az évente rendezett filmfesztivál. A Sundance név az 1969-ben Redford főszereplésével forgatott Butch Cassidy és a Sundance kölyök című western filmből ered. A Sundance Filmintézetet a hivatalos stúdióktól független fiatal filmesek segítségére alapították. Az intézet sokféle művészeti tevékenységnek nyújt lehetőséget, szervezésében képzési programokat indítanak (például forgatókönyvírói), fesztiválokat rendeznek a világ több pontján. Tevékenységét 25 tagú tanács irányítja.
Az 1989-ben bemutatott Szex, hazugság, videó hatalmas sikerére felfigyelt a hollywoodi filmgyártás is, ennek hatására egyre több sztár látogatott el a fesztiválra. 2001-ben Todd Field színész rendezői debütálásával, a Hálószobában (In The Bedroom) című filmjével hívta fel magára a figyelmet annyira, hogy Oscar-díjra jelölték munkáját.
Az alapítvány és az intézet támogatásával műhelygyakorlatokat tartanak külföldön is, Magyarországon például 1997 óta rendeznek gyakorlatokat. A Közép- és Kelet-európai Forgatókönyvírói Műhely létrejöttének egyik fő kezdeményezője Gazdag Gyula filmrendező volt, aki az Egyesült Államokban tanít az UCLA Egyetemen és a Sundance Institute munkatársa is egyben. Az amerikai földrészen komoly erkölcsi elismerést jelent a Sundance-műhelyekben megmérettetett forgatókönyvek, melyek legjobbjaiból filmek is készülnek.
Redford már saját tv-csatornát is üzemeltet Sundance Channel néven. A csatorna azzal a céllal jött létre, hogy a Sundance filmfesztivál eseményének és filmjeinek még nagyobb publicitást teremtsen. A Sundance csatornát hét amerikai nagyvárosban, köztük New Yorkban, Washingtonban, Los Angelesben és San Franciscóban mintegy ötmillió háztartásban lehet fogni. Redfordék egy újabb csatorna beindítását is tervezik, amely dokumentumfilmeket fog sugározni. Külön internetes szolgáltatásuk a Sundance Online Festival, amelynek révén a szervezet saját honlapjáról elindulva lehet filmeket letölteni.